# Parque eólico Talara
El Parque eólico Talara es un parque eólico peruano ubicado en el distrito de Pariñas (Piura). Tiene una capacidad de 30 MW y cuenta con 17 aerogeneradores. Es perteneciente a la filial peruana Energía Eólica S.A. que pertenece a la empresa estadounidense Contour Global, inició operaciones el 30 de agosto de 2014.